# تركي الهنداوي
تركي يوسف الهنداوي «أبو العاص» (1928 - 16 أبريل 2008) عسكري برتبة لواء ومسؤول أردني من مواليد إربد في المملكة الأردنية الهاشمية. تولّى مناصب عسكرية ومدنية رفيعة، حيث عُيِّن مساعداً لمدير الأمن العام ثم عُيِّن مساعداً ثم نائباً لمدير الدفاع المدني. بعد ذلك عُين محافظاً لمعان، ثم محافظاً لإربد وبعدها محافظاً للعاصمة عمان حتى عام 1985. والده يوسف آغا الهنداوي، أحد أهم ضباط الجيش التركي في مرحلة الحكم العثماني، وقد منحه الأتراك لقب «آغا» حيث كان صاحب السيطرة والنفوذ في عمّان آنذاك بحيث كان حاكماً للبلقاء في ذلك الوقت.

## مسيرته
أنهى تركي الهنداوي الثانوية العامة، والتحق بمدرسة المرشحين العسكريين، ويحمل الرقم 444، وهو أحد الضباط الأحرار الأربعة الذين قاموا بتأسيس حركة الضباط الأحرار الأردنيين، وهم: (شاهر أبو شحوت، وقاسم الناصر، ومحمود المعايطة، وتركي الهنداوي)، حيث كان شعارهم تحرير الجيش من السيطرة الأجنبية والوحدة العربية وتحرير فلسطين، وكان الهنداوي إذاك برتبة رائد بالجيش. سجن في معتقل الجفر عام 1957 ولمدة تزيد على السبع سنوات بسبب إتهامه الزائف بمحاولة لعمل انقلاب على الحكم، أفرج عنه بعد ذلك بسبب عفو عام صدر في الأردن.
وتعتبر شهادة غلوب باشا، والتي قال فيها: «إن تركي الهنداوي تصرف بشكل سيء ضد الإنجليز»، بمثابة الوسام على صدر الهنداوي، ففيها اعتراف بالدور الوطني الذي لعبه اللواء الهنداوي ورفاقه أعضاء تنظيم الضباط الأحرار بتعريب الجيش العربي، وطرد الضباط الإنجليز وإلغاء المعاهدة الأردنية البريطانية.

## حياته الشخصية
مما يعرف عن الهنداوي أنه كان يرفض أن يقدّم أو يتقبل الحلوى بالمناسبات والأعياد حداداً على سقوط فلسطين بالعام 1948، والتي شارك بها مع رفاق دربه آنذاك والذين أسموه بـ «أبو العاص» لأنه كان عاصياً عن الزواج ما دامت فلسطين تحت الاحتلال.[بحاجة لمصدر]
وفي أثناء وجوده في السجن، ودون علمه بالأمر، قامت والدته «كردية الأصل» بخطبة ابنة الشيخ إبراهيم الراشد الحنيطي، وهو أحد وجوه البلقاء وشيخ مشايخ البلقاوية وترتبط بهم بصلات قربى، وقد وافقت ابنته على الاقتران بتركي وهو في السجن حتى صدور الأمر الملكي بالعفو.[بحاجة لمصدر]

## وفاته
توفي الهنداوي يوم الأربعاء 16 أبريل 2008.